# Naturräumliche Gliederung der Schwäbischen Alb

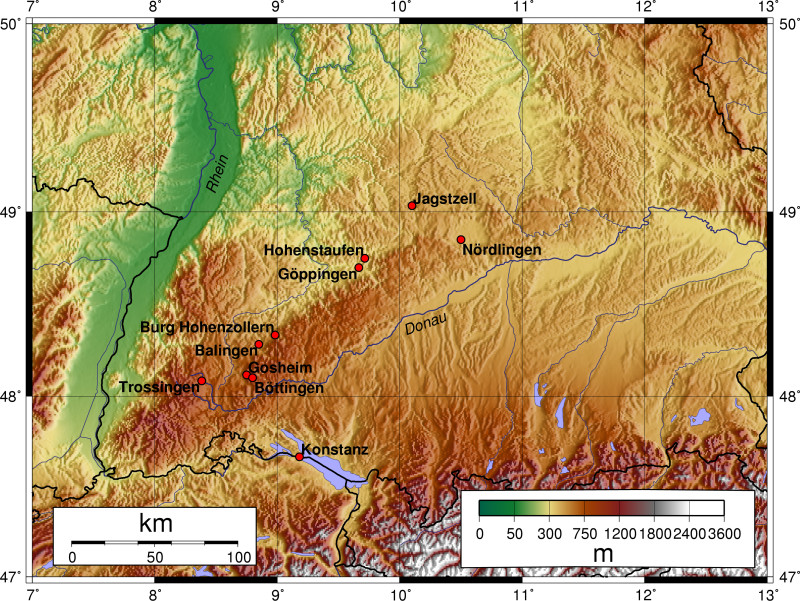
Topographie der Schwäbischen Alb

Die Bundesanstalt für Landeskunde hat seit den 1950er Jahren im Handbuch der naturräumlichen Gliederung Deutschlands und in nachfolgenden Einzelblättern 1:200.000 Deutschland in naturräumliche Teillandschaften gegliedert. Die Schwäbische Alb bildet, zusammen, mit der sie nach Nordosten fortsetzenden Fränkischen Alb, hiernach eine Großregion 3. Ordnung des Südwestdeutschen Stufenlandes (Großregion 2. Ordnung). Wie auch bei den Gäuen (Muschelkalk, 12–13) und Keuper-Lias-Ländern (10–11) wurden die Jura-Landschaften in eine Schwäbische (09) und eine Fränkische (08) Haupteinheitengruppe unterteilt, deren Trennlinie sich eher nach physischen denn nach kulturellen Gesichtspunkten richtet. Speziell bei Schwäbischer und Fränkischer Alb entspricht die Trennlinie südlich des Nördlinger Ries auch der landläufigen Aufteilung.
Wie folgt gliedert sich hiernach die Schwäbische Alb in Haupteinheiten (dreistellig), Untereinheiten (eine Nachkommastelle) und Teileinheiten (zwei Nachkommastellen):
- 09 (=D60) Schwäbische Alb
  - 090 Schweizer Randen (Klettgau- und Randenalb)
    - 090.0 Schaffhauser Randen
    - 090.1 Reiat

  - 0911 Hegaualb[7]
    - 0911.0 Randen-Hewenegg-Hochfläche
    - 0911.1 Tengen-Blumenfelder Randhöhen
    - 0911.2 Nordhegauer Waldtäler

  - 0912 Westliche Flächenalb mit Donaudurchbruch[7]
    - 0912.0 Hattingen-Kreenheinstettener Hochfläche (Blatt Konstanz; = 091.1 Östliche Hegaualb auf Blatt Sigmaringen)
      - 0912.00 Neuhausen-Kreenheinstettener Höhen
      - 0912.01 Hattingen-Liptinger Höhen

    - 0912.1 = 092.3 Oberes Donautal (zwischen Tuttlingen und Inzigkofen) (erste Nummerierung Blatt Konstanz, zweite Blatt Sigmaringen)
      - 092.30 Tuttlinger Donautalweitung (Blatt Sigmaringen; = 0912.10 auf Blatt Konstanz)
      - 092.31 Oberes Donautal (Durchbruchstal zwischen Fridingen und Inzigkofen)
      - 092.32 Schmeiental

  - 092 Baaralb (Blatt Konstanz; = 092.0/1 Baar-Alb auf Blatt Sigmaringen)
    - 092.0 Aitrach-Donau-Faulenbach-Waldberge
      - 092.00 Geisingen-Spaichinger Waldberge (Blatt Konstanz; = 092.10 Baar-Alb nördlich der Donau auf Blatt Sigmaringen)
      - 092.01 Länge und Aitrachtal
      - 092.02 Prim-Faulenbachtal (Blatt Konstanz; = 092.11 auf Blatt Sigmaringen)
      - 092.10 Blumberg-Fürstenberger Bergland (Blatt Konstanz)

  - 093 Hohe Schwabenalb
    - 093.1 Randhöhen der hohen Schwabenalb
      - 093.10 Bära-Randhöhen
      - 093.11 Schlichem-Randhöhen
      - 093.12 Eyach- und Schmiecha-Randhöhen

    - 093.2 Großer Heuberg
      - 093.20 Westlicher Heuberg
      - 093.21 Östlicher Heuberg
      - 093.22 Die Hardt
      - 093.23 Südlicher Hardtrand

    - 093.3 Ostteil der Hohen Schwabenalb
      - 093.30 Raichberg-Kuppenalb
      - 093.31 Bitzer Hochalb

  - 094 Mittlere Kuppenalb
    - 094.0 Randhöhen der Mittleren Alb (Stufenrand der mittleren Alb[8])
      - 094.00 Uracher Ermstal
      - 094.01 Roßberg-Randhöhen
      - 094.02 Heufeld
      - 094.03 Teck-Randhöhen
      - 094.04 Filsalb

    - 094.1 Östlicher Teil der Mittleren Kuppenalb
      - 094.10 Großkuppengebiet von Laichingen
      - 094.11 Nellinger Hochfläche
      - 094.12 Böhringer Hochfläche

    - 094.2 Westlicher Teil der Mittleren Kuppenalb
      - 094.20 Reutlinger Kuppenalb (Münsinger Mulde[8])
      - 094.21 Zentrale Kuppenalb
      - 094.22 Lauchert-Kuppenalb

  - 095 Mittlere Flächenalb
    - 095.0 Zwiefaltener Alb
      - 095.00 Zwiefaltener Alb (im engeren Sinne)
      - 095.01 Unteres Großes Lautertal

    - 095.1 Östlicher Teil der Mittleren Flächenalb
      - 095.10 Blautalgebiet
      - 095.11 Ausräumungsgebiet der Schmiech
      - 095.12 Blaubeurer Alb
      - 095.13 Hochflächen von Justingen
      - 095.14 Hochflächen von Bremelau-Mehrstetten
      - 095.15 Ausräumungsgebiet von Dächingen

    - 095.2 Südliche Randlandschaften der Mittleren Alb
      - 095.20 Hochsträß
      - 095.21 Erbacher Albrand
      - 095.22 Ehinger Albrand
      - 095.23 Landgericht
      - 095.24 Altes und neues Donautal von Marchtal
      - 095.25 Emerberg und Umgebung
      - 095.26 Zwiefaltener Achtalsystem
      - 095.27 Tautschbuch

    - 095.3 Westlicher Teil der Mittleren Flächenalb
      - 095.30 Winterlinger Platte
      - 095.31 Lauchert-Senke
      - 095.32 Sigmaringer Talweitung

  - 096 Albuch und Härtsfeld
    - 096.0 Albuch-Randhöhen
      - 096.01 Treffelhauser Alb
      - 096.02 Kaltes Feld
      - 096.03 Rosenstein-Randhöhen

    - 096.1 Albuch
      - 096.10 Nordalbuch
      - 096.11 Südalbuch
      - 096.12 Lonetal-Kuppenalb

    - 096.2 Kocher-Brenz-Tal
      - 096.20 Oberes Kochertal
      - 096.21 Oberes Brenztal
      - 096.22 Steinheimer Becken und Unteres Stubental

    - 096.3 Härtsfeld
      - 096.30 Nordwestliches Härtsfeld
      - 096.31 Südliches Härtsfeld
      - 096.32 Inneres Härtsfeld
      - 096.33 Nordöstliches Härtsfeld
      - 096.34 Härtsfeld-Randhöhen

  - 097 Lonetal-Flächenalb (Niedere Flächenalb[9])
    - 097.0 Ulmer Alb
      - 097.00 Ulmer Flächenalb
      - 097.01 Langenauer Mulde
      - 097.02 Altheim-Dettinger Ebene
      - 097.03 Stotzinger Flächenalb
      - 097.04 Lonetal

    - 097.1 Bachtal-Flächenalb
      - 097.10 Bachtal-Flächenalb (im engeren Sinne)
      - 097.11 Unteres Brenztal
      - 097.12 Unteres Egautal

  - 098 Riesalb
    - 098.0 Nördliche Riesalb
      - 098.00 Hohe Riesalb
      - 098.01 Kesselbachmulde

    - 098.1 Südliche Riesalb
      - 098.10 Demminger Griesberge
      - 098.11 Liezheimer Alb

Die Gliederungen weichen in den Übergangsbereichen der insgesamt fünf, zwischen 1952 und 1964 erschienene Einzelblätter z. T. erheblich voneinander ab.
Die tiefergestellten Ziffern bei 091 rühren daher, dass auf Blatt Konstanz (1964), in Abweichung vom Handbuch und von Blatt Sigmaringen (1959), die Hegaualb in zwei Haupteinheiten gespalten und der nordöstliche Teil um das Obere Donautal erweitert wurde (0912 Hegaualb, 0912 Westliche Flächenalb mit Donaudurchbruch). Im Baden-Württembergischen Landesamt wie auch im Bundesamt für Naturschutz hat sich indes die ältere, oben dargestellte Gliederung in Haupteinheiten durchgesetzt, die den Donaudurchbruch zur Baaralb-Haupteinheit rechnet.